# Лимбо, Раш
Раш Ли́мбо (англ. Rush Limbaugh; полное имя — Раш Ха́дсон Ли́мбо III (Rush Hudson Limbaugh III), 12 января 1951 — 17 февраля 2021) — американский консервативный общественный деятель, ведущий The Rush Limbaugh Show, транслировавшегося на территории США компанией Premiere Networks и являвшегося высокорейтинговым разговорным радиошоу в стране.
Он вырос в семье, известной своими республиканскими взглядами на протяжении долгого времени, и начал работать на местной радиостанции в 16-летнем возрасте. В 1984 году, после серии радиопроектов, Лимбо начал работать ведущим разговорного шоу на радиостанции KFBK в Сакраменто, Калифорния, которая и сейчас входит в состав его программы. Его программа уникальна отсутствием приглашённых гостей и основана на консервативном анализе происходящих событий. Он переехал в Нью-Йорк в 1988 году, где договорился с радиостанцией WABC о национальной трансляции своего шоу. Передача постепенно набирала популярность, и Раш Лимбо начал становиться знаменитым.
В 1990-х его слава повысилась за счёт писательской деятельности и телевидения. Он стал автором бестселлеров «The Way Things Ought to Be» (1992) и «See, I Told You So» (1993). С 1992 по 1996 года Лимбо вёл получасовое ток-шоу на телевидении.
Раш привлёк общественное внимание своими противоречивыми высказываниями и заявлениями на тему расы, ЛГБТКИ+, феминизма, культуры согласия и изменения климата. В 2020 году президент США Дональд Трамп наградил Лимбо Президентской медалью Свободы.

## Юность

### Семья
Раш Хадсон Лимбо III родился в городе Кейп-Жерардо, Миссури, и был сыном Милдред Кэролайн Лимбо (урождённой Армстронг) из Арканзаса и Раша Хадсона Лимбо-младшего, адвоката и летчика-истребителя Второй мировой войны, служившего в театре военных действий Китай-Бирма-Индия. Его мать родилась в городе Серси. Его семья поддерживала республиканские связи: его дед был послом при президенте Дуайте Эйзенхауэре (здание суда в родном городе Раша названо в честь его деда); его дядя был назначен федеральным судьей президентом Рональдом Рейганом. Его отец был местным поверенным, а его мать была активна в местной республиканской политике. В его семье было много юристов, включая его деда, отца и брата Дэвида.

### Образование
В 1969 окончил школу (Cape Central High School). Его родители хотели, чтобы он продолжил образование и поэтому он поступил в Юго-восточный университет штата Миссури. После окончания двух семестров он покинул университет, так как, по словам его матери, «его ничего не интересовало, кроме радио».
Раш Лимбо не был призван во время вьетнамской войны по причине того, что его разряд (152) был выше установленного (125), ниже которого осуществлялся призыв. Высокий разряд был получен им из-за пилонидальной кисты.

## Профессиональная карьера

### 1970-е
Он начал свою карьеру на радиостанции, частично принадлежащей его отцу, и его первые годы на радио были отмечены столкновениями с руководством.
После колледжа Лимбо переехал в город Маккиспорт, Пенсильвания. В 1972 году он попал в список 40 лучших музыкальных диджеев маленькой радиостанции WIXZ, которая покрывала своим вещанием Питтсбург и его окрестности. Он начинал с дневных программ, и позже начал вести утренние под псевдонимом «Джефф Кристи». В 1973 году Лимбо перешёл на питтсбургскую радиостанцию KQV в качестве вечернего диск-жокея. В конце 1974 года после продажи станции Taft Broadcasting, ведущий был уволен. Не найдя работы на местном радио, Раш вернулся домой, где стал фанатом команды Питтсбург Стилерз.
В оставшееся время Раш Лимбо работал на нескольких музыкальных радиостанциях, до того, как осел в городе Канзас-Сити. В 1979 году он покинул радиостанцию, приступив к должности директора промоушена бейсбольной команды Канзас-Сити Роялс. Занимаясь раскруткой, он подружился со знаменитым в прошлом игроком команды — Джорджем Бреттом, с которым по сей поддерживает близкие отношения.

### 1980-е
В 1984 году Раш Лимбо возвращается к работе на радио и начинает вести шоу на станции KFBK (Сакраменто, Калифорния), где заменил Мортона Дауни-младшего. В 1987 году Федеральная комиссия по связи отменило Доктрину справедливости, по которой радиостанции были обязаны предоставлять время для ответов по спорным вопросам всем сторонам. С этого момента они получили возможность представления редакционного комментария, не имея необходимость для представления противоположных взглядов. Дэниел Хеннинджер писал в передовице «The Wall Street Journal», что 'Рональд Рейган разрушил эту стену (Доктрину справедливости) в 1987 …, и Раш Лимбо был первым человеком, объявившим себя освобожденным от гэдээровской тирании либеральных СМИ. Созданный Лимбо консервативный разговорный формат, почти единолично возродил AM-радио.
Достигнув успеха на новом поприще и сумев привлечь внимание таких людей, как бывший президент ABC Radio Эдвард Ф. Маклауфин, Лимбо перебирается в Нью-Йорк, где начинает свою национальную синдицированную радиопрограмму в августе 1988 года для вещавшей на AM-волнах радиосети EIB. Он дебютировал через неделю после Демократического Национального Конвента и за неделю до начала Республиканского Национального Конвента. Лимбо стал работать на нью-йоркской разговорной радиостанции WABC, с которой сотрудничал до 2013 года (хотя в дальнейшем Раш вёл программу из Уэст-Палм-Бич).

### 1990-е
Я знаю, что либералы называют вас самым опасным человеком в Америке, но не беспокойтесь об этом. Обо мне говорили то же самое. Продолжайте хорошую работу.
В декабре 1990 года журналист New York Times Льюис Гроссбер написал, что Раш Лимбо имеет «больше слушателей, чем любой другой ведущий разговорного шоу» и охарактеризовал его стиль «балансирующим между серьёзной лекцией и политическим водевилем». Популярность радиоведущего выросла во время войны в Персидском заливе за счёт его поддержки военных действий и неустанных насмешек над сторонниками мира. Программа стала более популярной и получила доступ на радиостанции с большей аудиторией, достигнув национальной трансляции на более чем 650 станциях. В 1992—1996 году выходила синдицированная телепрограмма, в 1993 году он был включён в Зал славы радио.
В 1992 году демократ Билл Клинтон был избран Президентом Соединённых Штатов Америки. Лимбо сатирически относился к проводимой им и Демократической партией в целом политике, в эпоху его президентства аудитория радиоведущего достигала цифры 20-25 млн человек. Когда в 1994 году республиканцы заняли большинство мест на промежуточных выборах в Конгресс, то они предоставили Рашу Лимбо почётное членство в партийном собрании. Это событие подтвердило его статус важной фигуры на национальной политической сцене.

### 2000-е
Лимбо предал огласке информацию о своих личных проблемах в конце 2001 года. Тогда он признал, что практически полностью потерял слух, хотя самоотверженно продолжал вести своё шоу. В дальнейшем Раш смог практически полностью восстановить свой слух за счёт кохлеарных имплантатов.
В 2003 году Лимбо некоторое время работал комментатором на спортивном канале ESPN. Он покинул сезон NFL 2003 года на несколько недель из-за своих комментариев относительно квотербека Донована Макнабба, которые стали объектом для обвинений в расизме. Текст комментария: «Я не думаю, что [Макнаббу] будет лучше от этого. Мы имеем здесь небольшое социальное беспокойство в NFL. Я думаю, что медиа были слишком предвзяты по отношению к хорошему чёрному квотербеку. Их интересуют талантливые чёрные тренеры и квотербеки. Я думаю, что здесь есть небольшая надежда, вложенная в Макнабба, и у него есть кредит доверия от команды, которые он не заслуживает.. Защита несёт на себе эту команду.» Например, один из спортивных комментаторов воспринял эти слова как расистские и по отношению к себе и своим коллегам. Другие спортивные аналитики посчитали, что точка Лимбо была принята «многими футбольными фанатами и аналитиками» и это…абсурдно заявить, что спортивные медиа не переоценили Макнабба, потому что он чёрный."
На 2008 год его программа выходила на 600 радиостанциях, её примерная аудитория составляла больше 20 миллионов человек.
Летом 2008 года он подписал беспрецедентный контракт с Premiere Radio Networks на $400 миллионов, по которому обязуется вещать в этой сети до 2016 года. Его ежегодный доход по условиям контракта составит $38 млн.
В 2009 году пытался купить команду НФЛ «Сент-Луис Рэмс», но его не допустили до покупки из-за громких высказываний и неоднозначной общественной деятельности.

### 2010-е
В ходе выборов 2016 года Раш Лимбо поддержал кандидатуру республиканского кандидата Дональда Трампа. При этом он не был как ярым сторонником политика (Майкл Сэвадж), так и его ярым противником (Марк Левин и Гленн Бек).
В августе 2016 года радиоведущий продлил свой контракт ещё на четыре года, при этом цена его контракта не разглашалась. На тот момент аудитория трёхчасового шоу Раша Лимбо оценивалась в 13 млн человек., программа являлась самой популярной радиопрограммой в США. При этом в СМИ критиковалась его шаткая бизнес-модель:
- из-за скандала со студенткой Сандрой Флюк активистами была организована компания Media Matters, привёдшая к бойкоту десятками рекламодателями как самого шоу, так и транслировавших его филиалов.
- из-за вышеуказанного скандала шоу Лимбо перестали транслировать ряд влиятельных местных радиостанций Бостона (WRKO), Нью-Йорка (WABC) и Лос-Анджелеса (KFI), а новые партнёры в этих местах имели гораздо меньший охват радиовещания.
- финансовые потери затронули всю индустрию разговорных радиошоу и даже радиоведущих с левыми взглядами, так как рекламодатели решили не ассоциироваться с теми или иными политическими воззрениями. Из-за этого цена на трансляцию рекламы в эфирах ток-шоу существенно подешевела, хотя статистически слушатели подобных программ были более образованными и состоятельными. В 2015 году в программе Лимбо отсутствовали пять самых крупнейших национальных рекламодателей на радио, большую часть его рекламных роликов составляли «рекламные объявления с прямым откликом» (охранные службы, продавцы ювелирных украшений и цветов).
- формат отношений радиосетей с филиалами, которые вынуждены платить за право транслировать программу Раша Лимбо и выделять каждый час по 5 минут для трансляции рекламы, проданной через радиосеть.
- аудитория радио ток-шоу стареет (в то время как рекламодателя интересует аудитория в возрасте 18-54 года), с радио ведут конкуренцию новые медиа .

### 2020-е
3 февраля 2020 года в ходе радиоэфира сообщил о том, что врачи диагностировали у него прогрессирующий рак лёгких, который к октябрю имел 4-ю стадию (терминальную).
Умер от рака легких 17 февраля 2021 года, о смерти журналиста объявила его жена в начале радиопрограммы. К этому моменту аудитория его программы составляла 15 млн человек, через три месяца после смерти Раша Лимбо радиосеть анонсировала программу- наследника — Шоу Клэя Трэвиса и Бака Секстона.

## Политические взгляды
Для меня победить с политической точки зрения людей, с которыми я не согласен, - это порядок дня, и я не думаю, что я побеждаю их, идя на компромисс с ними..
Раш Лимбо представляет консервативное крыло Республиканской партии. Имеет крайне правые, консервативные взгляды, в результате чего часто вступает в конфликт с представителями более умеренных республиканцев. После крайне резких высказываний в адрес нового президента Обамы Раш подвергся критике со стороны лидера республиканцев Майкла Стила, однако после возмущений со стороны крайних консерваторов Стил был вынужден извиниться перед популярным радиоведущим.
Является одним из самых радикальных противников Демократической партии и президента Барака Обамы. В марте 2009 года пригласил к участию в дебатах Обаму, мотивируя тем, что президент «один из самых одаренных ораторов нашего времени, так что я думаю, господин президент, вы с радостью воспользуетесь такой возможностью».
В конце 2009 года по опросу CBS News 60 Minutes и журнала Vanity Fair признан самым влиятельным консерватором США.

### Определение консервативного движения
В 2005 году Раш Лимбо написал в передовице «The Wall Street Journal»:
- Мне нравится быть консерватором. Мы, консерваторы, гордимся своей философией. В отличие от наших либеральных друзей, которые постоянно ищут новые слова, чтобы скрыть свои истинные убеждения, и находятся в состоянии постоянного переосмысления, мы верны нашим идеалам.
- Мы уверены в наших принципах и энергичны в их открытом продвижении. Мы верим в свободу личности, ограничения деятельности правительства, капитализм, верховенство закона, веру, свободное от расизма общество и национальную безопасность.
- Мы поддерживаем школы, субсидии промышленному производству, снижение налогов, реформу социального обеспечения, религиозные организации, права домовладельцев и войну с терроризмом.
- И в своей основе мы признаем и отмечаем самый великий руководящий документ, когда-либо ратифицированный любой нацией — американскую конституцию. Наряду с декларацией независимости, которая признает данное Богом наше естественное право быть свободным, на её основе построено наше государство и наше процветание.
- Мы, консерваторы, никогда не бываем более сильными, чем при продвижении наших принципов[35].

## Развлекательные элементы радиошоу
Раш имеет различный реквизит, используемый до начала собственных монологов на различные темы. В радиошоу новостям о бездомных часто предшествует песня Кларенса «Лягушатника» Генри «Ain’t Got No Home». Иногда композиция Дайон Уорвик «I Know I’ll Never Love This Way Again» предшествует репортажам о больных СПИДом. В течение двух недель в 1989 году в эфире своего радиошоу в Сакраменто Лимбо организовывал «абонентские аборты» (англ. caller abortions), когда звонок неожиданно прерывался звуками пылесоса и криком. В дальнейшем он отрицал обвинения в том, что «прекращал разговор» со звонящим, хотя обещал этого не делать. Раш говорил об использовании этого гэга для иллюстрации «трагедии аборта» и поднятия вопроса о том, является ли это убийством. Во время работы администрации Клинтона при съёмке своей телепрограммы Лимбо обратил внимание на репортажи о кошке президента Сокс. Затем он заметил: «Знаете ли вы, что в Белом доме также есть собака?», после чего в эфире было показано изображение Челси Клинтон. В ответ на вопросы об этом инциденте журналист сослался на несчастный случай, когда техники без его разрешения поставили фотографию дочери президентской четы.

## Скандалы
Резонансным стал эпизод 2012 года, когда радиоведущий назвал «шлюхой» и «проституткой» студентку университета Джорджтауна Сандру Флюк, выступавшую перед комитетом Палаты представителей США с поддержкой решения президента Барака Обамы включить женскую контрацепцию в обязательную медицинскую страховку.

## Пародии
- В мультипликационном сериале «Гриффины» изображён в эпизодах «Дамочка с канала FOX» (англ. FOX-y Lady) и «Превосходство в радиовещании» (англ. Excellence in Broadcasting), также пародируются его радиовыступления в эпизодах про «Звёздные войны».

## Литературная карьера
Раш Лимбо является автором как публицистических, так и детских книг.
- Раш Лимбо (1992). The Way Things Ought to Be. New York City: Pocket Books. ISBN 0-671-75145-X.
- Раш Лимбо (1993). See, I Told You So. New York City: Pocket Books. ISBN 0-671-87120-X.
- Раш Лимбо (2013). Rush Revere and the Brave Pilgrims. New York City: Threshold Editions. ISBN 1-476-75586-8.
- Раш Лимбо (2014). Rush Revere and the First Patriots. New York City: Threshold Editions. ISBN 978-1-4767-5588-5.
- Раш Лимбо (2014). Rush Revere and the American Revolution. New York City: Threshold Editions. ISBN 1-476-78987-8.
- Раш Лимбо (2015). Rush Revere and the Star-Spangled Banner. New York City: Threshold Editions. ISBN 1-476-78988-6.
- Раш Лимбо (2016). Rush Revere and the Presidency. New York City: Threshold Editions. ISBN 978-1501156892.

## Благотворительность

### Телемарафоны
Раш Лимбо ежегодно проводит телемарафон «EIB Cure-a-Thon» для благотворительной организации «Общество лейкемии и лимфомы». В 2006 году на EIB Cure-a-Thon было привлечено $1 700 000, а начиная с 1990 года — 15 000 000. Согласно данным общества, с 2000 по 2005 год, а также в 2007 году Лимбо внёс пожертвования в размере от $100 000 до $499 999. Радиоведущий заявил о том, что в 2003, 2004 и 2005 годах жертвовал по $250 000; в 2006 году, по сообщению NewsMax, пожертвование составило ту же сумму, а отчёт общества сообщает о вкладе в $500 000—999 999. В 2007 году в рамках телемарафона Cure-a-Thon Раш пожертвовал $320 000, и в этом году удалось собрать $3 100 000. В своём радиошоу от 18 апреля 2008 года Лимбо сообщил о том, что передал обществу $400 000 после того, как двое слушателей предложили увеличить его первоначальный взнос в размере 300 000.

### Marine Corps-Law Enforcement Foundation
Раш Лимбо оказывает поддержку благотворительной организации «Marine Corps-Law Enforcement Foundation», которая собирает средства для предоставления стипендий детям погибших морских пехотинцев и сотрудников правоохранительных органов. В октябре 2007 года на аукционе eBay было собрано $2 100 000 после того, когда радиоведущий выставил на продажу письмо с критикой в свой адрес, подписанное 41 сенатором от демократической партии.
Основав вместе со своей женой компанию «Two if by Tea», Раш пообещал ежегодно жертвовать по меньшей мере $100 000 в адрес MC-LEF начиная с июня 2011 года.

## Обвинения в неточности
Некоторые объединения и люди критиковали неточность Раша Лимбо. Так, в выпуске Extra! за июль/август 1994 года прогрессивистская группа Fairness and Accuracy in Reporting (FAIR) указала на 50 различных неточностей и искажений в его комментариях.
Бывший комик и демократический сенатор от штата Миннесота Эл Франкен в 1996 году написал сатирическую книгу (Раш Лимбо — большой толстый идиот и другие наблюдения), где обвинил Раша в искажении фактов ради собственных политических взглядов.
Журналиста также критиковал Фонд защиты окружающей среды. Отчёт за авторством профессора геонауки Майкла Оппенхаймера и профессора биологии Дэвида Уилкова, преподающих в Принстонском университете, привёл в пример 14 значительных научных фактов, которые, по их мнению, были искажены в книге Раша Лимбо The Way Things Ought to Be.

## Награды
- Президентская медаль Свободы (февраль 2020 года).